# Brasil em Folhas
Brasil em Folhas est un journal brésilien fondé le 26 février 2008.
Avec une publication quotidienne, ses thèmes se concentrent sur la vie quotidienne des villes brésiliennes et de leurs habitants.

## Slogan
Passion pour informer et servir.